# La Trinité-des-Laitiers
La Trinité-des-Laitiers ist eine französische Gemeinde mit 64 Einwohnern (Stand: 1. Januar 2022) im Département Orne in der Region Normandie. Sie gehört zum Kanton Vimoutiers und zum Arrondissement Mortagne-au-Perche.

## Geografie
Im Gemeindegebiet von La Trinité-des-Laitiers entspringt die Guiel.
Nachbargemeinden sind Le Sap-André im Norden, Touquettes im Osten, Cisai-Saint-Aubin im Süden und Saint-Evroult-de-Montfort im Westen.

## Bevölkerungsentwicklung
| Jahr      | 1962 | 1968 | 1975 | 1982 | 1990 | 1999 | 2008 | 2015 |
| --------- | ---- | ---- | ---- | ---- | ---- | ---- | ---- | ---- |
| Einwohner | 203  | 182  | 129  | 122  | 76   | 103  | 90   | 83   |